# Ганс Фюхтбауер
Ганс Фюхтбауер (* 3 серпня 1921 року в Тюбінгені; † 21 грудня 2004 року в Ольденбурзі) — німецький геолог (седиментологія).
Він був сином Крістіана Фюхтбауера, професора експериментальної фізики в Тюбінгені. Він отримав докторський ступінь в Геттінгенському університеті в 1949 році. Потім він працював у нафтовій промисловості (компанія Elwerath, нафтовий завод Ганновера) до 1967 року, але завершив свою габілітацію в 1965 році в Тюбінгенському університеті, де також читав лекції з осадової петрології. З 1967 року він був професором Рурського університету в Бохумі.
Він є автором стандартної німецькомовної праці з седиментології.
У 1984 році він отримав медаль Ганса Штілле. У 1990 році він отримав медаль Густава Штайнмана від Геологічного товариства як новатор-дослідник у седиментології. Він був членом Леопольдіни з 1980 року.